# 建州 (福建省)
建州（けんしゅう）は、中国にかつて存在した州。唐代から宋代にかけて、現在の福建省北部に設置された。

## 概要
621年（武徳4年）、唐により隋の建安郡建安県に建州が置かれた。742年（天宝元年）、建州は建安郡と改称された。758年（乾元元年）、建安郡は建州の称にもどされた。建州は江南東道に属し、建安・建陽・浦城・邵武・将楽・沙の6県を管轄した。
北宋のとき、建州は福建路に属し、建安・甌寧・建陽・崇安・浦城・松渓・関隷の7県を管轄した。1162年（紹興32年）、南宋により建州は建寧府に昇格した。